# MLB Comeback Player of the Year Award
Der Major League Baseball Comeback Player of the Year Award ist eine seit 2005 jährlich verliehene Auszeichnung, die von der Major League Baseball offiziell gesponsert wird. Ausgezeichnet wird der Spieler jeder League, der nach einer schwächeren Saison als „Star“ zurückgekehrt ist.
Dieser Award wird parallel zu dem seit 1965 verliehenem The Sporting News (TSN) Comeback Player of the Year Award vergeben, der nicht von der MLB als offizielle Auszeichnung anerkannt ist.
Die geehrten Spieler sind jedoch bis auf einige Ausnahmen die Gleichen. 2008 zeichnete die MLB Brad Lidge aus, TSN jedoch Fernando Tatís, 2010 MLB Francisco Liriano, TSN Vladimir Guerrero Sr. und 2012 MLB Fernando Rodney anstatt TSN Adam Dunn.
Die Firma Pfizer mit ihrem Produkt Viagra war von 2005 bis 2009 offizieller Sponsor.

## The Sporting News Comeback Player of the Year Award
| Jahr | American League       | American League      | National League   | National League                         |
| Jahr | Gewinner              | Team                 | Gewinner          | Team                                    |
| ---- | --------------------- | -------------------- | ----------------- | --------------------------------------- |
| 1965 | Norm Cash             | Detroit Tigers       | Vern Law          | Pittsburgh Pirates                      |
| 1966 | Boog Powell           | Baltimore Orioles    | Phil Regan        | Los Angeles Dodgers                     |
| 1967 | Dean Chance           | Minnesota Twins      | Mike McCormick    | San Francisco Giants                    |
| 1968 | Ken Harrelson         | Boston Red Sox       | Alex Johnson      | Cincinnati Reds                         |
| 1969 | Tony Conigliaro       | Boston Red Sox       | Tommie Agee       | New York Mets                           |
| 1970 | Clyde Wright          | California Angels    | Jim Hickman       | Chicago Cubs                            |
| 1971 | Norm Cash             | Detroit Tigers       | Al Downing        | Los Angeles Dodgers                     |
| 1972 | Luis Tiant            | Boston Red Sox       | Bobby Tolan       | Cincinnati Reds                         |
| 1973 | John Hiller           | Detroit Tigers       | Davey Johnson     | Atlanta Braves                          |
| 1974 | Ferguson Jenkins      | Texas Rangers        | Jimmy Wynn        | Los Angeles Dodgers                     |
| 1975 | Boog Powell           | Cleveland Indians    | Randy Jones       | San Diego Padres                        |
| 1976 | Dock Ellis            | New York Yankees     | Tommy John        | Los Angeles Dodgers                     |
| 1977 | Eric Soderholm        | Chicago White Sox    | Willie McCovey    | San Francisco Giants                    |
| 1978 | Mike Caldwell         | Milwaukee Brewers    | Willie Stargell   | Pittsburgh Pirates                      |
| 1979 | Willie Horton         | Seattle Mariners     | Lou Brock         | St. Louis Cardinals                     |
| 1980 | Matt Keough           | Oakland Athletics    | Jerry Reuss       | Los Angeles Dodgers                     |
| 1981 | Richie Zisk           | Seattle Mariners     | Bob Knepper       | Houston Astros                          |
| 1982 | Andre Thornton        | Cleveland Indians    | Joe Morgan        | San Francisco Giants                    |
| 1983 | Alan Trammell         | Detroit Tigers       | John Denny        | Philadelphia Phillies                   |
| 1984 | Dave Kingman          | Oakland Athletics    | Joaquín Andújar   | St. Louis Cardinals                     |
| 1985 | Gorman Thomas         | Seattle Mariners     | Rick Reuschel     | Pittsburgh Pirates                      |
| 1986 | John Candelaria       | California Angels    | Ray Knight        | New York Mets                           |
| 1987 | Bret Saberhagen       | Kansas City Royals   | Rick Sutcliffe    | Chicago Cubs                            |
| 1988 | Storm Davis           | Oakland Athletics    | Tim Leary         | Los Angeles Dodgers                     |
| 1989 | Bert Blyleven         | California Angels    | Lonnie Smith      | Atlanta Braves                          |
| 1990 | Dave Winfield         | California Angels    | John Tudor        | St. Louis Cardinals                     |
| 1991 | José Guzmán           | Texas Rangers        | Terry Pendleton   | Atlanta Braves                          |
| 1992 | Rick Sutcliffe        | Baltimore Orioles    | Gary Sheffield    | San Diego Padres                        |
| 1993 | Bo Jackson            | Chicago White Sox    | Andrés Galarraga  | Colorado Rockies                        |
| 1994 | José Canseco          | Oakland Athletics    | Tim Wallach       | Los Angeles Dodgers                     |
| 1995 | Tim Wakefield         | Boston Red Sox       | Ron Gant          | Cincinnati Reds                         |
| 1996 | Kevin Elster          | Texas Rangers        | Eric Davis        | Cincinnati Reds                         |
| 1997 | David Justice         | Cleveland Indians    | Darren Daulton    | Philadelphia Phillies / Florida Marlins |
| 1998 | Bret Saberhagen       | Boston Red Sox       | Greg Vaughn       | San Diego Padres                        |
| 1999 | John Jaha             | Oakland Athletics    | Rickey Henderson  | New York Mets                           |
| 2000 | Frank Thomas          | Chicago White Sox    | Andrés Galarraga  | Atlanta Braves                          |
| 2001 | Rubén Sierra          | Texas Rangers        | Matt Morris       | St. Louis Cardinals                     |
| 2002 | Tim Salmon            | Anaheim Angels       | Mike Lieberthal   | Philadelphia Phillies                   |
| 2003 | Gil Meche             | Seattle Mariners     | Javy López        | Atlanta Braves                          |
| 2004 | Paul Konerko          | Chicago White Sox    | Chris Carpenter   | St. Louis Cardinals                     |
| 2005 | Jason Giambi          | New York Yankees     | Ken Griffey, Jr.  | Cincinnati Reds                         |
| 2006 | Jim Thome             | Chicago White Sox    | Nomar Garciaparra | Los Angeles Dodgers                     |
| 2007 | Carlos Peña           | Tampa Bay Devil Rays | Dmitri Young      | Washington Nationals                    |
| 2008 | Cliff Lee             | Cleveland Indians    | Fernando Tatís    | New York Mets                           |
| 2009 | Aaron Hill            | Toronto Blue Jays    | Chris Carpenter   | St. Louis Cardinals                     |
| 2010 | Vladimir Guerrero Sr. | Texas Rangers        | Tim Hudson        | Atlanta Braves                          |
| 2011 | Jacoby Ellsbury       | Boston Red Sox       | Lance Berkman     | St. Louis Cardinals                     |
| 2012 | Adam Dunn             | Chicago White Sox    | Buster Posey      | San Francisco Giants                    |
| 2013 | Mariano Rivera        | New York Yankees     | Francisco Liriano | Pittsburgh Pirates                      |

## MLB Comeback Player of the Year Award
| Jahr | American League   | American League      | National League   | National League       | Ref   |
| Jahr | Gewinner          | Team                 | Gewinner          | Team                  | Ref   |
| ---- | ----------------- | -------------------- | ----------------- | --------------------- | ----- |
| 2005 | Jason Giambi      | New York Yankees     | Ken Griffey, Jr.  | Cincinnati Reds       |       |
| 2006 | Jim Thome         | Chicago White Sox    | Nomar Garciaparra | Los Angeles Dodgers   |       |
| 2007 | Carlos Peña       | Tampa Bay Devil Rays | Dmitri Young      | Washington Nationals  |       |
| 2008 | Cliff Lee         | Cleveland Indians    | Brad Lidge        | Philadelphia Phillies |       |
| 2009 | Aaron Hill        | Toronto Blue Jays    | Chris Carpenter   | St. Louis Cardinals   |       |
| 2010 | Francisco Liriano | Minnesota Twins      | Tim Hudson        | Atlanta Braves        | [ 4 ] |
| 2011 | Jacoby Ellsbury   | Boston Red Sox       | Lance Berkman     | St. Louis Cardinals   | [ 5 ] |
| 2012 | Fernando Rodney   | Tampa Bay Rays       | Buster Posey      | San Francisco Giants  | [ 6 ] |
| 2013 | Mariano Rivera    | New York Yankees     | Francisco Liriano | Pittsburgh Pirates    | [ 7 ] |
| 2014 | Chris Young       | Seattle Mariners     | Casey McGehee     | Miami Marlins         |       |
| 2015 | Prince Fielder    | Texas Rangers        | Matt Harvey       | New York Mets         |       |
| 2016 | Rick Porcello     | Boston Red Sox       | Anthony Rendon    | Washington Nationals  |       |
| 2017 | Mike Moustakas    | Kansas City Royals   | Greg Holland      | Colorado Rockies      |       |
| 2018 | David Price       | Boston Red Sox       | Jonny Venters     | Atlanta Braves        |       |
| 2019 | Carlos Carrasco   | Cleveland Indians    | Josh Donaldson    | Atlanta Braves        |       |
| 2020 | Salvador Pérez    | Kansas City Royals   | Daniel Bard       | Colorado Rockies      |       |
| 2021 | Trey Mancini      | Baltimore Orioles    | Buster Posey      | San Francisco Giants  |       |
| 2022 | Justin Verlander  | Houston Astros       | Albert Pujols     | St. Louis Cardinals   |       |
| 2023 | Liam Hendriks     | Chicago White Sox    | Cody Bellinger    | Los Angeles Dodgers   |       |